# Zucht

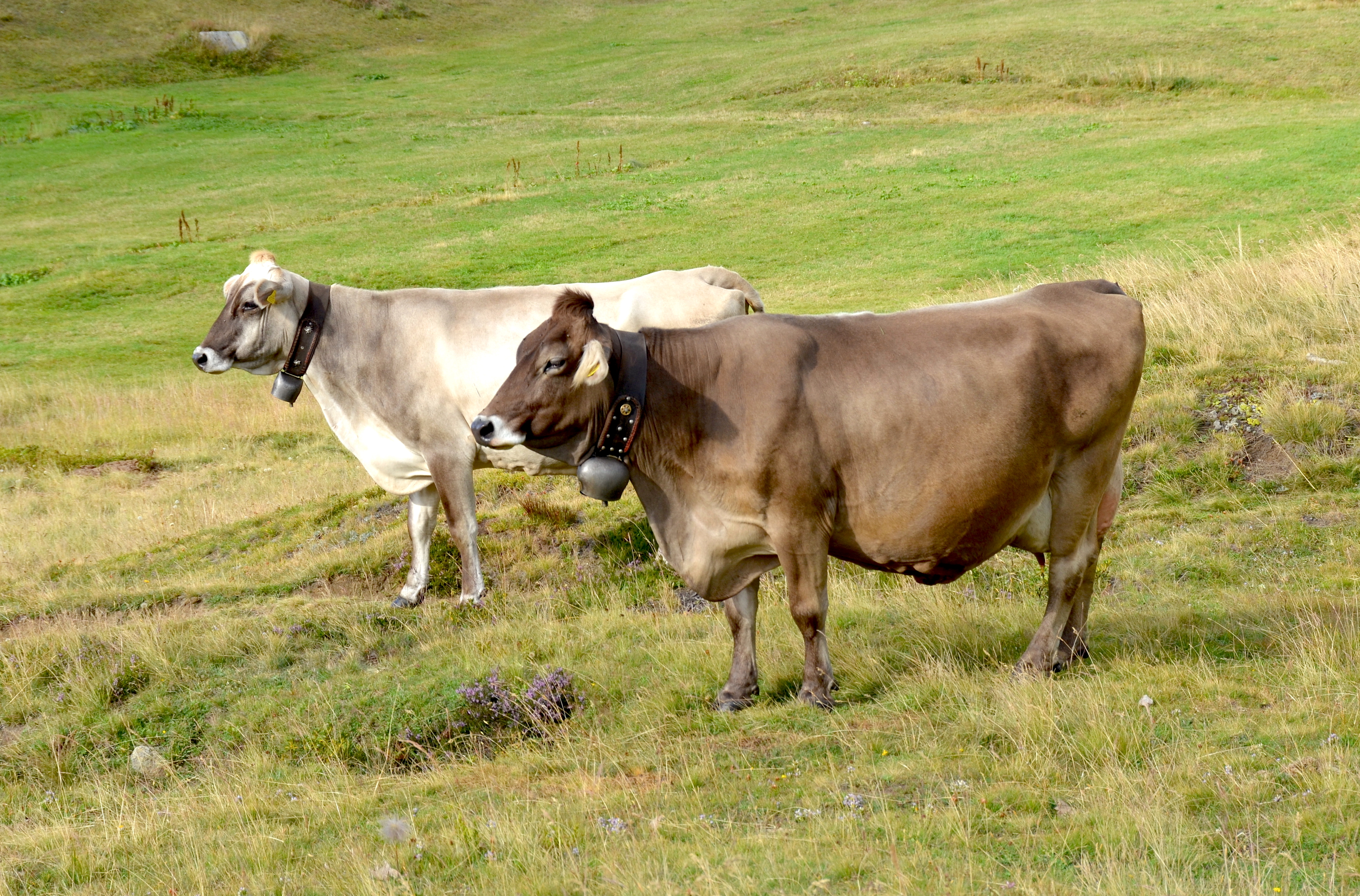
Braunvieh, eine Zucht (Rasse) mit hoher Milchleistung und geringem Milchfettgehalt

Als Zucht wird in der Biologie die kontrollierte Fortpflanzung mit dem Ziel der genetischen Umformung bezeichnet. Dabei sollen gewünschte Eigenschaften verstärkt und unerwünschte Eigenschaften durch entsprechende Zuchtauslese zum Verschwinden gebracht werden. Um die Ziele zu erreichen, wird entweder durch den Züchter selbst oder durch einen Zuchtverband (zum Beispiel nach einer Sortenprüfung) eine Zuchtwertschätzung durchgeführt, um dann gezielt Individuen mit gewünschten Eigenschaften auszuwählen (künstliche Selektion) und anhand eines Kreuzungsplans miteinander zu kreuzen oder zu verpaaren. Wesentliche Voraussetzung ist die Kenntnis der Mendelschen Regeln und der quantitativen Genetik. Es können aber auch auf künstlichem Weg Mutationen ausgelöst oder Organismen gentechnisch modifiziert werden. Neue Pflanzensorten oder Tierrassen werden als Neuzüchtungen bezeichnet, diese unterliegen gesetzlichen Bestimmungen.
Herkömmliche Zuchtverfahren der Kreuzung und Paarung sind in ihren Möglichkeiten der Genkombination begrenzt, da insbesondere bei Tieren eine fruchtbare Fortpflanzung unter artfremden Individuen stark eingeschränkt ist (siehe Maultier). Um diese artspezifische Begrenzung zu überwinden, wird die Gentechnik eingesetzt, deren Verfahren kontrovers diskutiert werden.

## Wortherkunft und Bedeutung
Das Wort Zucht ist (ebenso wie Zug) eigentlich ein Verbalabstraktum zum Verb ziehen. Althochdeutsch zuht ist seit dem 8. Jahrhundert, also  bereits in den ältesten Schriftdenkmälern des Deutschen, in vielfältiger Bedeutung bezeugt, darunter „Unterhalt, Nahrung“ „Erziehung, Belehrung“ und „Sprössling; Geschlecht“. Im Mittelhochdeutschen (um 1200) bedeutete zuht unter anderem „Ziehen, Zug“, „das Aufgezogene“, „Richtung, Weg“, „Erziehung, Bildung, Strafe, feine Sitte und Lebensart“, „Ernährung, Unterhalt“ und „Abstammung“. Laut Etymologischem Wörterbuch des Deutschen bezeichnete Zucht dabei „zunächst ‚das Ziehen‘ als Beihilfe bei der Geburt von Haustieren, danach die Ernährung und Pflege der Jungtiere, später auch die Kultivierung der Pflanzen, wobei man bei Tieren im Allgemeinen von Aufzucht, bei Pflanzen von Anzucht spricht.“ Bezogen auf die Erziehung und Bildung von (jungen) Menschen ist Zucht heute hingegen so gut wie obsolet, die sinnverwandte Bedeutung „Disziplin, Gehorsam, gutes Betragen“ ist aber zumindest noch in der Wendung Zucht und Ordnung geläufig, der Wortsinn „Disziplinierung, Bestrafung, Züchtigung“ in der Zusammensetzung Zuchthaus. Entsprechend geht das Verb züchten zurück auf althochdeutsch zuhten, mittelhochdeutsch zühten, in der Bedeutung von „nähren, aufziehen“. Das Substantiv Züchter (ahd. zuhtara) bedeutete ursprünglich Lehrer / Erzieher, im heutigen Sinne als Auswählender in der Tier- und Pflanzenzucht ist es erst seit dem 19. Jahrhundert belegt.

## Juristische Definition
In Österreich gibt es im § 4 des Bundesgesetzes über den Schutz der Tiere (Tierschutzgesetz-TSchG) folgende Definition von Zucht:

„Zucht: vom Menschen kontrollierte Fortpflanzung von Tieren durch gemeinsames Halten geschlechtsreifer Tiere verschiedenen Geschlechts, gezielte Anpaarung oder das Heranziehen eines bestimmten Tieres zum Decken oder durch Anwendung anderer Techniken der Reproduktionsmedizin.“

## Geschichte
Parallel mit der zumindest saisonalen Sesshaftwerdung des Menschen wurden sowohl bei Pflanzen als auch bei Tieren Individuen ausgewählt, bei denen erwünschte Merkmale am stärksten ausgeprägt waren. Diese vorteilhaften Individuen sollten sich als Nutzexemplare fortpflanzen (Auslesezüchtung).
In der durch Carl von Linné (1753) begründeten Systematik der Taxonomie werden durch Zuchtwahl entstandene Formen mit veränderten Eigenschaften als Unterart (Subspezies) bezeichnet. Heute spricht man in der Zoologie von Rassen und in der Botanik von Sorten und Varietäten oder allgemeiner von Sippen.
Der Beginn einer selektiven Zuchtwahl von Elterntieren wird gemeinhin mit dem Briten Robert Bakewell (1725–1795) assoziiert. Wegen der Verbesserungen, die er bei britischen Viehrassen erzielen konnte, nannten ihn seine britischen Zeitgenossen den „Großen Verbesserer“. Die Evolutionstheorie von Charles Darwin (1859) postuliert eine natürliche Zuchtwahl als Grundmechanismus des Evolutionsprozesses, der über erdgeschichtlich längere Zeiträume zur Entstehung neuer Arten führt (Speziation). Kritiker der Evolutionstheorie und Verfechter der Artenkonstanz lehnen die Möglichkeit der Entstehung neuer Arten durch (künstliche oder natürliche) Zuchtwahl ab und unterscheiden daher zwischen Mikroevolution als Variation innerhalb einer Art und der von ihnen bestrittenen Makroevolution als artbildenden Prozess.
Die Forschungsergebnisse von Gregor Mendel (1869) mit Erbsen haben die Züchtung revolutioniert; nicht die Vermischung von „Blutlinien“, sondern Gene, die dominant oder rezessiv vererbt werden, sind die „Bausteine des Lebens“. Die von ihm formulierten Regeln der Vererbung gelten in der Grundaussage noch heute.
Im natürlichen Umfeld spielt die Bastardisierung (Hybridisierung) in der Pflanzenwelt eine wichtige Rolle, bei Tieren ist sie jedoch selten artbildend. Die Geschichte der Menschheit und ihre Zuchtbestrebungen haben dahingehend bisher wenig Spuren hinterlassen – nur ein paar der ältesten Kulturpflanzen und Haustiere werden heute als eigenständiges Taxon geführt. Dabei wurde oftmals die Wildform verdrängt und ist ausgestorben oder auch in der Zuchtform aufgegangen, so dass eine klare Abgrenzung nicht möglich ist. Beispiele sind:
- Weichweizen Triticum aestivum (diploide Triticum-Formen kommen auch in der Natur vor);
- der Kulturapfel Malus domestica (Stammform unklar);
- diverse Zitrusfrüchte (Taxonomie insgesamt kompliziert);
- das Hausrind (Zuordnung des ausgestorbenen Wildrind Bos primigenius unklar).

Der Haushund Canis lupus familiaris etwa ist als nahe Unterart des Wolfs erwiesen, andere Anteile dürften nur marginal sein; hingegen wird der rückverwilderte Dingo Canis lupus dingo ebenfalls als eigene Unterart geführt. Die Hauskatze ist ein undefinierter Bastardkomplex der diversen natürlichen Subspezies der Wildkatze Felis silvestris, vermutlich primär der Falbkatze.

## Ziele

### Industrielle Tierzüchtung
Ziel der züchterischen Bearbeitung von Tierrassen ist die optimale Verwertung der Tiere als Lieferanten von Produkten. Dabei gibt es verschiedene Ansätze: Entweder werden Tiere in klassischer Zucht durch gezielte Selektion und Anpaarung gezüchtet und dadurch ein Zuchtfortschritt erreicht. Oder es werden Hybridtiere in der Hybridzucht (siehe: Hybridhuhn, Hybridpute, Hybridschweine, Hybridhonigbienen) gezüchtet. Mit Tieren aus der Hybridzucht kann man nicht weiterzüchten, da diese Hybride aus Inzuchtlinien sind und sich die Eigenschaften der Hybridtiere verlieren, wenn man diese untereinander kreuzt. Hierbei orientiert man sich an den jeweiligen Zuchtzielen.

### Gebrauchstierzucht
Manche Tiere werden für den Gebrauch durch den Menschen gezüchtet, beispielsweise Pferde, Maultiere, Esel, Honigbienen oder Kampfstiere.

### Hobby- und Kleintierzucht
Hobbyzüchter und  Kleintierzüchter widmen sich vor allem Hunden, Katzen, Kaninchen und Meerschweinchen, Reptilien, Fischen, Honigbienen sowie einer Reihe von Vogelarten, zum Beispiel Hühnern (Rassegeflügel, Ziergeflügel), Tauben (Taubenzucht), Großpapageien, Sittiche, Sing- und Greifvögel.
Heimvögel wie Papageien oder Ziervögel wie Vertreter der Weichfresser fallen unter Papageien- bzw. Vogelzucht.
Auswüchse hier sind so genannte Qualzuchten, das heißt die Förderung von Merkmalen, die zu Lasten der Gesundheit der Individuen gehen, um in den häufigsten Fällen das optische Erscheinungsbild markanter zu gestalten. Qualzuchten sind in Deutschland nach dem Tierschutzgesetz verboten.
Als Hobbyzucht nach dem deutschen Tierschutzgesetz ist z. B. eine Zucht von weniger als 20 Honigbienenvölkern oder Wellensittichen unter 25 Zuchtpaaren zu betrachten. Alles, was, bezüglich dieser Beispiele, darüber ist, wird von Amts wegen nicht mehr als Hobby eingestuft, sondern z. B. als Nebenerwerb, Erwerbs- oder Landwirtschaftsbetrieb.

### Erhaltungszucht
Vornehmlich in den Zoologischen Gärten werden Arten gezüchtet, die vom Aussterben bedroht sind. Dazu zählen insbesondere exotische Arten.
In den letzten zwei Jahrzehnten hat sich mit dem wachsenden Interesse für Bioversität ebenfalls die Erhaltungszucht von bedrohten Nutztierrassen weiter entwickelt, häufig in der Form von Zuchtringen.

### Abbildzüchtung
Der Versuch, die typischen Wildtiermerkmale ausgestorbener Arten aus daraus hervorgegangenen Haustieren gezielt „rückzuzüchten“, wird Abbildzüchtung genannt. Besonders populär sind hier die ehemaligen großen Weidetiere Europas – Auerochse und Wildpferd – die nach der Megaherbivorentheorie eine entscheidende Rolle in der Erhaltung von Offenlandschaften im sonst bewaldeten Zentraleuropa der jüngeren Nacheiszeit spielten. Diese Rolle versucht man unter anderem durch den Einsatz geeigneter Abbildzüchtungen – etwa Heckrind und Heckpferd – für Naturschutzprojekte mit dem Ziel Prozessschutz/Wildnisentwicklungsgebiet zu erreichen.

## Züchtungsverfahren

### Pflanzenzucht
Züchtungsmethoden bei verschiedenen Pflanzenarten sind abhängig von Fortpflanzungsart, Kategorie und Sortentyp; Beispiele:
- Selbstbefruchtung (durch den eigenen Pollen befruchtet); Linienzüchtung (Population mit definierten Merkmalen, deren Beständigkeit durch Auslese weiter erhalten bleibt); Liniensorten; Weizen, Gerste.
- Fremdbefruchtung (Pollen von anderen Individuen); Populationszüchtung (Fortpflanzungsgemeinschaft die in ihrer erblichen Konstitution nicht gleich, aber kreuzbar sind); Populationssorten; Roggen, Gräser.
- Vegetative Befruchtung; (Nachkommenschaft durch Zellteilung aus somatischem Gewebe der Mutterpflanze); Klonzüchtung; (Durchführung ausschließlich vegetativer Vermehrung); Klonsorte; Kartoffel.
- Kontrollierte Befruchtung (künstliche Verfahren, zur gezielten Kreuzung); Hybridzüchtung (Bestäubungslenkung zur maximalen Steuerung der Befruchtung); Hybride; Mais, Zuckerrübe.
- Weitere Züchtungsmethoden sind: Embryonentransfer, Gentechnik und Smart Breeding.

### Tierzucht
Das Alter ab dem man Tiere zur Zucht einsetzen kann nennt man Zuchtreife. Sie wird mit Vollendung der körperlichen Entwicklung angesetzt und damit später als die Geschlechtsreife.  Grundsätzlich lassen sich fünf Arten von Zuchtstrategien bei Nutztieren unterscheiden.

#### Reinzucht
Bei der Reinzucht werden Tiere derselben Rasse miteinander verpaart. „Rasse“ ist in diesem Zusammenhang eine umgangssprachliche Bezeichnung für die in ihrer Paarungsmöglichkeit isolierte, kontrollierte, künstliche (Rein-)Zuchtpopulation von Nutztieren und Haustieren.

#### Veredelungszucht
Gelegentlich werden in Reinzuchtpopulationen auch Tiere anderer Rassen eingekreuzt, insbesondere Tiere der Rassen, von denen die Zucht ursprünglich einmal ausging. Dieser Vorgang wird als Veredelungszüchtung oder Veredelungskreuzung bezeichnet (veraltet: Blutauffrischung). Der Rassestandard wird durch (künstliche) Selektion innerhalb der Zuchtpopulation erreicht.

#### Verdrängungszucht
Bei der Verdrängungszüchtung oder Verdrängungskreuzung (auch engl. Upgrading) werden in eine Rasse immer wieder Tiere einer zweiten Rasse eingekreuzt, um ein Merkmal der zweiten Rasse dem Genpool der Anfangspopulation hinzuzufügen. Das Ergebnis einer Verdrängungskreuzung ist eine neue Reinzuchtpopulation (s. o.) mit einem neuen Merkmal.

#### Kombinationszucht
Die Kombinationszucht oder Kreuzungszucht hat das Ziel, die auf verschiedene Eltern verteilten Erbanlagen durch Kreuzung zu einem neuen Genotyp zu kombinieren. Durch nachfolgende Auslese entstehen erblich konstante Populationen, die homozygot für die neukombinierten Erbanlagen sind (‚erbfest‘). Grundlage ist die 3. Mendelsche Regel, das Rekombinationsgesetz.
Rotationskreuzung
Bei der Rotationskreuzung wird nach einem festen System nacheinander eine Anzahl von Reinzucht-Rassen miteinander gepaart – und meist die weiblichen Nachkommen nach Selektion wieder zur Zucht verwendet. Dabei werden üblicherweise Zwei- und Drei-Rassen-Rotationskreuzungen durchgeführt. Das bedeutet, falls die drei Rassen A, B, C verwendet werden (Drei-Rassen-Rotationskreuzung): Tiere der Rasse A werden mit Tieren der Rasse B gekreuzt, die Kreuzungsnachkommen AxB mit der Rasse C. Die Nachkommen dieser Drei-Rassen-Kreuzung (AxB)xC werden wieder mit Tieren der Rasse A gekreuzt und so weiter. Durch die Kreuzung kommt es zu Heterosis-Effekten, wodurch die Produkte einer Rotationskreuzung bessere Gebrauchseigenschaften aufweisen als die Ausgangstiere. Auch bei der Rotationskreuzung findet die Selektion nach Eigenschaften in den Reinzuchtrassen und durch die Auswahl der geeigneten Kreuzungsrassen statt. Weiterhin werden die Tiere, die zur Rotationskreuzung weiter verwendet werden, ebenfalls selektiert. Die Rotationskreuzung wird nur sehr selten angewandt, hat aber insbesondere in der Rinderhaltung Bedeutung.
Gebrauchskreuzung
Bei der Gebrauchskreuzung werden gezielt Tiere verschiedener Reinzucht-Rassen miteinander gekreuzt. Man kennt hierbei ebenso verschiedene Formen, z. B. Zwei-Rassen-Kreuzung, Drei-Rassen-Kreuzung, Vier-Rassen-Kreuzung. Entscheidend ist hierbei, dass mit dem Endkreuzungsprodukt nicht mehr weiter gezüchtet wird, sondern nur genutzt wird, z. B. zur Milch- oder Fleischerzeugung. Durch die Kreuzung kommt es zu Heterosis-Effekten, wodurch die Produkte einer Gebrauchskreuzung bessere Gebrauchseigenschaften aufweisen als die Ausgangstiere. Allerdings ist der Heterosis-Effekt größer als bei einer Rotationskreuzung.
Die Selektion nach Eigenschaften findet bei Gebrauchskreuzungen in den Reinzuchtpopulationen und durch die Auswahl der geeigneten Kreuzungsrassen statt.
Eine Sonderform der Gebrauchskreuzung ist die Hybridzucht. Bei der Hybridzucht werden reine Linien erstellt, die in vielen Fällen stark ingezüchtet sind. Diese reinen Linien werden miteinander gekreuzt. Durch die starke Auslese bei der Zucht der Linien lassen sich die Heterosis-Effekte bei der Kreuzung wesentlich besser voraussagen bzw. vergrößern.
Streng genommen ist die Gebrauchskreuzung keine züchterische Bearbeitung eines Nutztieres, weil mit dem Produkt der Gebrauchskreuzung nicht mehr weiter gezüchtet wird.
Werden die Kreuzungstiere aber untereinander vergepaart, splitten sich ihre Eigenschaften in der nächsten Generation wieder gemäß den Mendelschen Regeln auf. Werden die Eigenschaften der Hybriden durch Kreuzung untereinander stabilisiert, spricht man auch von der Erschaffung einer neuen Rasse.

#### Beispiele für die Zuchtmethoden
Es gibt verschiedene Zuchtmethoden, zum Beispiel Auskreuzung, Auswahlzucht, Inzucht, Linienzucht. Die meisten Nutzrassen werden in Reinzucht gehalten. Beispiele der Reinzucht bei Tieren ist das Englische Vollblut und der Vollblutaraber, die keinerlei weitere Einkreuzungen dulden. Die meisten anderen Rassen erlauben ausnahmsweise Einkreuzungen von fremden Rassen zur Verbesserung von Eigenschaften, z. B. Fleckvieh von Red-Holstein. Der Übergang von der Veredelungskreuzung zur Verdrängungskreuzung kann fließend sein (z. B. Entstehung der deutschen Holstein-Population).
Die Gebrauchskreuzung findet Verwendung bei allen Nutztieren, um qualitativ hochwertige Tiere zu erzeugen. In der Rinderzucht werden die Reinzuchtpopulationen von den einzelnen Züchtern gehalten und bei Bedarf mit anderen Rassen gekreuzt. Dies ist insbesondere in der Milchkuhhaltung (z. B. Braunvieh, Jersey-Rind) bzw. in der Mutterkuhhaltung zur Erzeugung von mastfähigen Tieren der Fall. Auch in der Schweinezucht sind Gebrauchskreuzungen üblich. Hierbei werden oftmals die Rassen Pietrain als Vater (gute Mastleistung) und Deutsche Landrasse als Mutter (gute Fruchtbarkeit, Muttereigenschaften) eingesetzt. Die aus dieser Paarung entstehenden Ferkel (Kreuzungsferkel, ab und zu auch als Hybridferkel bezeichnet) werden nur zur Mast genutzt.
Die Gebrauchskreuzung in der speziellen Ausgestaltung der Hybridzucht findet im Wesentlichen in der Schweinezucht und Geflügelzucht Anwendung. Dabei werden reine Linien als Basispopulationen gezüchtet (ähnlich der Reinzucht) und sehr stark selektiert. Zur Erzeugung der Nutztiere werden die verschiedenen Basispopulationen miteinander gekreuzt. Die Basispopulationen etwa in der Schweinezucht werden von Zuchtunternehmen gehalten (Basiszuchtbetriebe, zum Beispiel JSR Hybrid Hirschmann, Schaumann, PIC, BHZP, SZV (Schweinezuchtverband Baden-Württemberg)). Die Tiere aus der Kreuzung zweier Basispopulationen aber auch Tiere der Basispopulation selbst werden z. B. an „Vermehrungszuchtbetriebe“ verkauft. Die Vermehrungszuchtbetriebe erzeugen Jungsauen für die Ferkelerzeuger. Die Mastferkel werden schließlich von den Ferkelerzeugern erzeugt, diese belegen (durch künstliche Befruchtung oder Natursprung) die Zuchtsauen (Mutterlinie) mit Ebern anderer Rassen/Linien oder Kreuzungen entsprechend dem System des Hybridzuchtprogrammes. Nach 21 bis 27 Tagen werden die Hybridferkel entwöhnt (= abgesetzt). Mit circa 30 kg Lebendmasse, die Tiere heißen jetzt Läufer, werden sie an den Mäster verkauft. Der Mastbetrieb mästet die Tiere nun bis zu einem Gewicht von etwa 100 kg bis zur Schlachtung. Die Aufgabenteilung zwischen Basiszuchtbetrieb, Vermehrerbetrieb und Ferkelerzeuger kann auch variieren und wird absätziges oder arbeitsteiliges System genannt.
Die Fortführung der Zucht von Kreuzungstieren – die sogenannte Nachzucht – wurde z. B. bei der Entstehung der meisten Tierrassen verwendet. Beispiel aus jüngster Zeit ist die Zucht des Deutschen Reitponys.

## Kritik
Qualzucht ist die Zucht von Tieren, die Merkmale duldet oder fördert, die mit Schmerzen, Leiden, Schäden oder Verhaltensstörungen für die Tiere verbunden sind. Tierschutzgesetze sind Bestandteil des Tierzuchtrechts. Manche Qualzuchten sind in Deutschland, je nach Bundesland, aber auch in anderen Ländern verboten.
Tierzucht und Pflanzenzucht ist in Teilen der Tierrechtsbewegung generell umstritten. Die staatliche Kontrolle menschlicher Fortpflanzung im Sinne einer Zuchtauswahl ist heute in den meisten Ländern durch entsprechende Freiheitsrechte verboten. Von Vertretern der Tierrechtsbewegung wird vorgeschlagen, auf Grund unterstellter Grundrechte für gewisse Tiere und Pflanzen diesen Status zu übertragen.

## Umweltprobleme und globale Erwärmung
Die Zucht großer Tiere trägt massiv zu Umweltproblemen und zur globalen Erwärmung bei (siehe Intensive Tierhaltung – Umweltverträglichkeit). Die Tierzüchtung ist meistens viel umweltschädlicher als die Pflanzenzüchtung.

## Institutionen
Amtliche deutsche Institutionen
- Bundessortenamt[13]
- Julius Kühn-Institut – Bundesforschungsinstitut für Kulturpflanzen[14]
- Friedrich-Loeffler-Institut – Bundesforschungsinstitut für Tiergesundheit[15]

Interessenvertretungen
- Bundesverband Deutscher Pflanzenzüchter e. V.[16]
- Zentralverband der Deutschen Schweineproduktion e. V.[17]
- Bundesverband Deutscher Fleischrinderzüchter und -halter e. V.[18]